# Aidan Zammit
Aidan Zammit (Sliema, 20 ottobre 1965) è un musicista, compositore e arrangiatore maltese naturalizzato italiano.

## Biografia
Aidan Zammit è nato a Sliema, Malta, e vive in Italia dal 1985. Ha collaborato come compositore, polistrumentista e cantante in progetti discografici e dal vivo con molti artisti Italiani, tra i quali Mike Francis, Niccolò Fabi, Andrea Bocelli, Nicola Piovani, Vincenzo Cerami, Bungaro, Lorenzo Feliciati, Claudio Baglioni, Gianni Morandi, Cristicchi, Il Volo, Gianni Togni, Enrico Brignano, Marco Mengoni, Goblin Rebirth e Back to the Goblin (due delle recenti incarnazioni dei Goblin), Antonello Venditti, Angelo Branduardi e Vocintransito. Ha suonato a Khartoum con Fabi, nel primo concerto tenuto da un artista occidentale in Sudan.
Al Festival di Sanremo 2004 ha arrangiato e diretto la canzone “Guardastelle”, vincitrice del premio per la migliore musica.
Assieme a Mike Francis e Mario "Mari-One" Puccioni, Aidan è uno dei membri del gruppo “Mystic Diversions”, con 6 album e pezzi inclusi in circa 130 compilation, pubblicati in tutto il mondo.
Ha suonato e scritto molte colonne sonore per cinema, televisione e teatro, spaziando tra i film di Roberto Benigni, documentari Sky, cortometraggi d'autore e i cartoni della Warner Bros.
Nel 2009 l'album "Fly Away - The music of David Foster" è stato pubblicato, con il contributo di Zammit come arrangiatore, tastierista e ai cori su tre brani. Nei brani collaborano artisti internazionali come Jay Graydon, John Robinson, Neil Stubenhaus, Robbie Dupree e Arnold McCuller.
Nel 2010 ha partecipato al tour nazionale di Marco Mengoni, incidendo il DVD/CD "Re Matto Live" per la Sony.
Nel 2012 è arrangiatore del disco Respiro della cantante Carla Cocco, prodotto da Globomultimedia e presentato il 30 ottobre dello stesso anno presso l'Auditorium Parco della Musica di Roma.
Nel 2012 e 2013 partecipa al tour americano de Il Volo.
Nel 2013 a Roma dirige e suona al concerto Una Nota Per Vinicius, in onore di Vinicius de Moraes, con Ornella Vanoni, Celso Fonseca, Selma Hernandez, Bungaro, Eddy Palermo e Carla Cocco.
Nel 2009, 2013 e nel 2017 partecipa ai tour europee e americani dei Goblin.
Dal 2014 fa parte della band di Claudio Baglioni.
Nel 2015 fa parte della band di Claudio Baglioni e Gianni Morandi, nel tour Capitani Coraggiosi.
Nel 2018 e 2019 partecipa al tour “Al Centro” di Claudio Baglioni.
Nel 2019 pubblica il suo primo album da solista "Exposed".
Dal 2020 collabora con Enrico Brignano alla trasmissione Rai Un'ora sola vi vorrei
Dal 2021 collabora alla produzione musicale nella trasmissione Rai Il cantante mascherato
Nel 2022 fa parte della band di Gianni Togni.
Dal 2022 collabora come compositore, arrangiatore e tastierista nella trasmissione Rai Due / Radio Due Radio 2 Happy Family con i Gemelli Di Guidonia e Ema Stokholma
Nel 2023 e nel 2024 partecipa al tour “A Tutto Cuore” di Claudio Baglioni
Nel 2025 partecipa alla trasmissione Rai Uno  Dalla strada al palco , come pianista, tastierista e arrangiatore.
Nel 2025 partecipa alla trasmissione Rai Uno Sognando... Ballando con le stelle come arrangiatore.
Nel 2025 partecipa alla trasmissione Rai Linea di confine (programma televisivo) come produttore e co-compositore della musica.

## Discografia

### Da solista
- 2019 - Exposed[1]

Mystic Diversions
- 2001 - Crossing the liquid mirror
- 2003 - Beneath another sky
- 2004 - Colours
- 2006 - From the distance
- 2007 - Wave a little light
- 2010 - Angel Soul
- 2015 - Renaissance

Vintage Lounge Orchestra
- 2012 - Chapter One
- 2013 - Chapter Two

Claudio Baglioni & Gianni Morandi
- 2015 - Capitani Coraggiosi
- 2016 - Capitani Coraggiosi - Il Live

Claudio Baglioni
- 2019 - Da Una Storia Vera
- 2019 - Al Centro - Arena di Verona
- 2023 - A Tutto Cuore
- 2025 - La Vita È Adesso - Il Sogno È Sempre

Goblin Rebirth
- 2015 - Goblin Rebirth
- 2016 - Goblin Rebirth - Alive

Goblin
- 2015 - Four Of A Kind

Bungaro
- 2003 - Io no - colonna sonora
- 2004 - L'attesa
- 2010 - Arte

Niccolò Fabi
- 2003 - La Cura del Tempo Tour Live dvd
- 2006 - Novo Mesto
- 2006 - Evaporare - Live al Music Village
- 2006 - Dischi volanti 1996-2006
- 2007 - Dentro
- 2008 - Live In Sudan

Mike Francis
- 2007 - Inspired
- 2009 - The Very Best of Mike Francis
- 2011 - Anthology

Andrea Bocelli
- 2001 - The homecoming

Lorenzo Feliciati
- 2004 - Upon my head
- 2006 - Live at European Bass Day
- 2017 - Elevator Man
- 2020 - Rumble

Marco Mengoni
- 2010 - Re matto live

Patrizia Laquidara
- 2004 - Indirizzo portoghese

Il Volo
- 2014 - Buon Natale

Manuela Zanier
- 2008 - Esercizi di stile

Sei Suoi Ex
- 1992 - Fino a dove inizia il mare
- 1992 - Paola non è un uomo
- 1993 - Cuccu Bare

Roberto Kunstler
- 2005 - Kunstler

Funky Company
- 1997 - Everytime

Gianni Togni
- 2022 - Gianni Togni Live
- 2024 - Edizione Straordinaria

Silvia Dolfi
- 2021 - Ennio Morricone - Incanto Di Un Mito

Eurachord
- 2023 - Eurachord

I Gemelli Di Guidonia
- 2024 - Boomer

## Filmografia

### Aidan Zammit
- 2006 - La voce di Pasolini

### Musica scritta con Bungaro
- 2002 - Bobbolone
- 2005 - Compito in classe
- 2006 - Con la mano di Dio
- 2008 - La canarina assassinata

Nicola Piovani
- 2002 - Das Sams
- 2002 - Pinocchio
- 2002 - Nowhere
- 2002 - Resurrezione
- 2002 - Il nostro matrimonio è in crisi
- 2003 - Gli Indesiderabili
- 2004 - Luisa Sanfelice
- 2004 - Maigret
- 2004 - L'équipier
- 2005 - La tigre e la neve
- 2005 - Matilde
- 2006 - Fauteuils d'orchestre
- 2006 - Räuber Hotzenplotz
- 2006 - Fascisti su Marte
- 2008 - Le Code A Changé
- 2008 - Amore che vieni, amore che vai
- 2008 - Tris di donne e abiti nuziali
- 2009 - Il grande sogno
- 2009 - L'uomo nero
- 2009 - Welcome
- 2010 - La mia casa è piena di specchi
- 2010 - AnnoZero
- 2012 - Comme un Chef
- 2012 - Ciliegine
- 2012 - Servizio Pubblico
- 2013 - Benur - Un gladiatore in affitto
- 2012 - Das Sams 3
- 2015 - Squadra Mobile
- 2011 - Adrian
- 2020 - Hammamet
- 2020 - Gli Anni Più Belli
- 2023 - Il treno dei bambini (film)
- 2024 - I bambini di Gaza - Sulle onde della libertà

Pasquale Filastò
- 1996 - La bruttina stagionata
- 1997 - Figurine
- 2000 - Roberto Rossellini: Frammenti e battute
- 2006 - L'impresario delle Smirne
- 2007 - Hermano
- 2008 - Scusate il disturbo
- 2010 - Tutti i padri di Maria
- 2010 - Vittorio racconta Gassman
- 2014 - Una pallottola nel cuore
- 2015 - La Solita Commedia - Inferno
- 2019 - Amare Amaro
- 2018 - Il Covo - M Moro

## Musica di scena

### Aidan Zammit e Vincenzo Cerami
- 2005 - Vincenzo Cerami legge L'Ecclesiaste
- 2007 - Le mille e una notte
- 2008 - Viaggio nel silenzio

## Musica per televisione

### Aidan Zammit e Monica Ward
- 2002 - Baby Looney Tunes
- 2002 - Baby Looney Tunes - Una straordinaria avventura
- 2003 - Le avventure di Pollicino e Pollicina
- 2003 - Grandma Got Run Over By A Reindeer
- 2004 - Gnomo Superstar - Le Superchicche
- 2005 - Baby Looney Tunes

### Altri
- 2005 - Kong - Re di Atlantis